# Alex Baumann (zwemmer)
Alex ("Sasha") Baumann (Praag, 21 april 1964) is een Canadees oud-topzwemmer, die twee gouden medailles won en evenzovele wereldrecords verbeterde bij de Olympische Spelen in Los Angeles.
Baumann werd geboren in het toenmalige Tsjecho-Slowakije, maar groeide op in Canada, nadat zijn ouders hun vaderland hadden verlaten na de Praagse Lente. De familie streek neer in Ontario, waar Baumann in aanraking kwam met zwemmen als wedstrijdsport aan de Laurentian University.
Op zijn zeventiende was Baumann in het bezit van 38 Canadese zwemrecords. Hij won in 1982 de gouden medaille op de 200 en 400 meter wisselslag bij de Gemenebestspelen. Twee jaar later, bij de Olympische Spelen van Los Angeles, herhaalde hij die prestaties. Daarmee won hij Canada's eerste zwemmedailles sinds 1921. Aan het einde van het jaar werd hij in eigen land uitgeroepen tot Sportman van het Jaar. Bij de wereldkampioenschappen langebaan (50 meter) van 1986 in Madrid moest hij genoegen nemen met de zilveren (200 wissel) en de bronzen medaille (400 wissel).
1968: Charles Hickcox ·
1972: Gunnar Larsson ·
1984: Alex Baumann ·
1988: Tamás Darnyi ·
1992: Tamás Darnyi ·
1996: Attila Czene ·
2000: Massimiliano Rosolino ·
2004: Michael Phelps ·
2008: Michael Phelps ·
2012: Michael Phelps ·
2016: Michael Phelps ·
2020: Wang Shun ·
2024: Léon Marchand
1964: Dick Roth ·
1968: Charles Hickcox ·
1972: Gunnar Larsson ·
1976: Rod Strachan ·
1980: Oleksandr Sydorenko ·
1984: Alex Baumann ·
1988: Tamás Darnyi ·
1992: Tamás Darnyi ·
1996: Tom Dolan ·
2000: Tom Dolan ·
2004: Michael Phelps ·
2008: Michael Phelps ·
2012: Ryan Lochte ·
2016: Kosuke Hagino ·
2020: Chase Kalisz ·
2024: Léon Marchand